# Michael Maestlin
Michael Maestlin (Göppingen, Wurtemberg, 30 de septiembre de 1550 - Tubinga, 20 de octubre de 1631), llamado también Mästlin, Möstlin o Moestlin, fue un astrónomo y matemático alemán, conocido por haber sido mentor de Johannes Kepler.

## Biografía
Maestlin estudió teología, matemáticas, astronomía en el seminario de Tubinga, ciudad del ducado de Wurtemberg. Obtuvo la maestría en 1571 y en 1576 se ordena diácono luterano en Backnang mientras continuaba sus estudios.
En 1580 llega a profesor de matemáticas en la universidad de Heidelberg, donde publica una introducción popular a la astronomía en 1582. A partir de 1583, cuando contaba 47 años de edad, pasa a enseñar en la Universidad de Tubinga.
Entre sus discípulos estaba Johannes Kepler (1571-1630). Aunque al principio Maestlin enseñaba la representación geocéntrica del sistema solar, siguiendo a Ptolomeo, fue también uno de los primeros en aceptar y enseñar la concepción heliocéntrica de Copérnico. Se escribía frecuentemente con Kepler y jugó un papel decisivo en la adopción por este del sistema copernicano. Se le atribuye también el reconocimiento del heliocentrismo por Galileo.
El primer cálculo conocido del inverso del número áureo, que da un valor de «alrededor de 0,6180340», lo escribió Maestlin en una carta a Kepler.

## Eponimia
- El cráter lunar Maestlin lleva este nombre en su memoria.[3]
- El asteroide (11771) Maestlin también conmemora su nombre.